# ルドルフ・フリムル
チャールズ・ルドルフ・フリムル（Charles Rudolf Friml 1879年12月7日 - 1972年11月12日）は、オペレッタ、ミュージカル、歌曲、ピアノ曲の作曲家、ピアニスト。日本では『蒲田行進曲』の作曲者として知られる。故郷のプラハで音楽の基礎を学び、同地でしばらく演奏家として活動した後アメリカ合衆国へと渡って作曲家となった。代表作は『Rose-Marie』並びに『The Vagabond King』であり、いずれの作品もブロードウェイとロンドンで成功を収めるとともに映画化された。

## 若年期
フリムルはプラハに生まれた。当時の同市はオーストリア＝ハンガリー帝国に属しており、現在はチェコの首都である。幼少期から音楽の才能を現したフリムルは1895年にプラハ音楽院に入学、アントニン・ドヴォルザークの下でピアノと作曲を学んだ。しかし、許可なく演奏を行ったことを理由として1901年に放校処分となる。プラハや後のアメリカで、フリムルは歌曲やピアノ曲、その他作品を作曲して出版し、そのうち歌曲集『Pisne Zavisovy』は賞を獲得した。曲集中最後の『Za tichych noci』は、1941年にナチス占領下のチェコスロバキアで有名な映画の題材となった。
音楽院を後にしたフリムルはヴァイオリニストのヤン・クベリークの伴奏者としての職を得る。クベリークと共に2度のアメリカ演奏旅行（1901年-1902年と1904年）に赴いた彼は、1906年にアメリカに永住することになった。これにはチェコのソプラノ歌手エミー・デスティンの手引きがあったようである。フリムルのニューヨークでの最初の仕事はメトロポリタン・オペラでのコレペティートルであった。ピアニストとしてのアメリカデビューは1904年にカーネギーホールで飾っており、1906年にはウォルター・ダムロッシュが指揮するニューヨーク・フィルハーモニックと共にピアノ協奏曲 ロ長調を初演している。しばらく居を構えたロサンゼルスでは、1909年にマチルダ・バルークと結婚した。彼らはチャールズ・ルドルフ（ジュニア）（1910年）とマリー・ルチル（1911年）という2人の子どもを儲けている。フリムルの2番目の妻はブランク・ベターズで、フリムルのミュージカル『Katinka』の合唱に参加した女優であった。3番目の妻はフリムル作の『Glorianna』でメイド役を演じたエルジー・ローソンで、彼女との間には息子のウィリアムが生まれた。4番目の妻はケイ・ウォング・リングで、彼女との結婚が最後となった。それまでの3人の妻とは離婚によって別れている。

## The Fireflyと初期オペレッタ
20世紀はじめの数十年の間、アメリカの劇場で最も人気を博した演目はオペレッタであり、最大の知名度を誇ったのはアイルランド生まれのヴィクター・ハーバートであった。1912年、オペレッタの歌姫エマ・トレンティーニがブロードウェイで新作オペレッタの主役を務めると報じられた。作品はハーバートと作詞家のオットー・ハーバックによる『The Firefly』であった。このオペレッタが書かれる直前、トレンティーニはハーバート自身の指揮による彼のオペレッタ『Naughty Marietta』の特別公演に出演した。アンコールでトレンティーニが「Italian Street Song」を歌うことを拒否すると、ハーバートは血相を変えてオーケストラ・ピットを飛び出し、トレンティーニへのそれ以上の作品提供を拒絶してしまった。
そのオペラのスポンサーであったアーサー・ハマースタインは慌てて他の作曲家を探しはじめた。ハーバートほどの曲を書ける劇場作曲家を見つけることはできず、ハマースタインはクラシック音楽の教育を受けているという理由でほとんど無名だったフリムルに白羽の矢を立てた。フリムルがひと月かけて作り上げた作品は、彼を劇場での初めての成功に導くことになる。シラキュースでの試験興行を経て1912年12月2日に封切られた『The Firefly』は、聴衆と批評家の双方から好意的に受け止められた。クリスマスが終わると舞台はカジノ劇場へと移され、そこで1913年3月15日の千秋楽まで合計120回の公演を重ねた。フリムルは『The Firefly』に続いてオペレッタを3作品書き上げ、いずれも上演記録の上では『The Firefly』より長期間となりはしたものの、その後の評判では及ばなかった。3作品とは『High Jinks』（1913年、）『Katinka』（1915年）、『You're in Love』（1917年）である。また、フリムルは1915年のミュージカル『The Peasant Girl』へ歌曲を提供している。
トレンティーニはフリムルの最初の妻が1915年に起こした離婚訴訟において共同被告人として告訴されており、2人が不貞関係にあるとする証拠が提示されている。ライダ・ジョンソン・ヤングとの共作でエド・ウィンとメイ・ウエストを主役に据えた『Sometime』は、1918年から1919年にかけてブロードウェイで上演されて好評を博した。

## 最大の成功
フリムルが書いたオペレッタは大半が1920年代の作品である。1924年に生まれたのが『Rose-Marie』である。作詞家のオスカー・ハマースタイン2世とオットー・ハーバック、そして作曲家のハーバート・ストサートとの合作であるこのオペレッタは世界的なヒットとなり、「The Mounties」や「Indian Love Call」など、劇中歌からも広く知られるようになったものがある。ストーリーに殺人を取り入れたことは、当時のオペレッタやミュージカル作品としては画期的であった。
『Rose-Marie』の成功後も2つのヒット作が続いた。ブライアン・フッカーとウィリアム・H・ポストが作詞を手掛けた1925年の『The Vagabond King』、そしてアレクサンドル・デュマ・ペールの『三銃士』を原作とし、P・G・ウッドハウスとクリフォード・グレイが作詞を行った1928年の『The Three Musketeers』である。他にも、フリムルは1921年と1923年には『Ziegfeld Follies』に参加している。
1930年代になるとフリムルは多くの映画に音楽を書いた。そうした場合、過去の作品から歌を流用することもしばしばあった。『The Vagabond King』、『Rose-Marie』並びに『The Firefly』はいずれも映画化され、フリムルの音楽が少なくとも数曲は使用された。『三銃士』は原作の小説が幾度となく映画化されたにもかかわらず、オペレッタ版が映画となることは一度もなかった。1930年、フリムルはジャネット・マクドナルド主演の映画『魅惑を賭けて（The Lottery Bride）』のために新しいオペレッタを作曲した。同時代のアイヴァー・ノヴェロ同様、フリムルは時に楽曲が感傷的で空虚であると冷やかしを受け、ありきたりであるとたびたび言われていた。また、古臭いという批判も受けた彼の作品には旧世界の情緒を見出すことが出来る。フリムルの最後の舞台ミュージカルとなったのは1934年の『Music Hath Charms』であった。1930年代に入り、フリムルの音楽はブロードウェイでもハリウッドでも時代遅れとなってしまったのであった。

## 晩年と遺産
大衆の好みに合わせようとすることよりも、フリムルは演奏会でのピアノ演奏と芸術音楽の作曲に集中することにし、90代になってそれらを実行に移した。また、1947年にはネルソン・エディとイロナ・マッセイを主役に据えた映画『Northwest Outpost』の音楽も作曲している。ブロードウェイではリバイバル上演されるフリムル作品もあり、1943年の『The Vagabond King』や1984年の『The Three Musketeers』などが挙げられる。映画版の『The Firefly』中の「The Donkey Serenade」や、「The Mounties」、「Indian Love Call」などは現在でも頻繁に耳にする機会があり、しばしばロマンティックなパロディやおどけた状況で使用される。ピアノ作品もたびたび演奏されている。
1939年11月号のタイム誌上で、フリムルはヴィクター・ハーバートがウィジャボードを使って話しかけてきたと述べている。フリムルが言うには、ハーバートが「5つの音を弾け」と伝えてきたという。フリムルが音を鳴らすとハーバートは「とても素敵だ」と返したのだった。1967年、フリムルはサンフランシスコのカレン劇場で行われた特別コンサートの舞台に上がった。彼のコンサートでは常だったようにピアノの即興演奏に始まり、自作曲の編曲や彼に影響を与えた作曲家の作品などを弾いていった。自らの師に捧げるとしてドヴォルザークの『ユーモレスク』も演奏された。1971年にはソングライターの殿堂入りを果たしている。
フリムルの2人の息子も音楽家として活動した。ルドルフ（ジュニア）は1930年代と1940年代にビッグバンドのリーダーを務め、3番目の妻の子であるウィリアムはハリウッドの作曲家、編曲家となった。1969年、フリムルの90歳の誕生日を祝ったオグデン・ナッシュの対句は次のように締めくくられている。「君も私と同じ結論のはずだ。フリムル流ならもっと幸せな世界になってるだろう、と。」同様に、風刺家のソングライターであったトム・レーラーはファーストアルバム『Songs by Tom Lehrer』（1953年）の中でフリムルに言及している。「The Wiener Schnitzel Waltz」という楽曲には次のような歌詞がある。「Your lips were like wine (if you'll pardon the simile) / The music was lovely, and quite Rudolf Friml-y.（君の唇はワインのようだった（直喩でもよければ） / 音楽は心地よく、そしてとてもルドルフ・フリムル風だった）」1957年暮れのミュージカル『The Music Man』では、ハロルド・ヒルがマリアン・パルーにこう嘘をつく。「ルディ・フリムルからの電報が来るんじゃないかと思っていて、これがそうかもしれない。」
フリムルは1972年11月12日にロサンゼルスでこの世を去り、グレンデールのフォレスト・ローン記念公園で「栄誉の庭」に埋葬された。そして、2007年8月18日のサンフランシスコ・クロニクル紙の訃報欄に、フリムルの最後の妻であったケイ・ウォング・リング・フリムル（1913年3月16日生まれ）が2007年8月9日に死去し、夫とともにフォレスト・ローン記念公園に埋葬されると掲載された。

## 作品
| - Pisne Zavisovy （1906年）とその他歌曲 - The Firefly （1912年） - High Jinks （1913年） - Katinka （1915年） - The Peasant Girl （1915年） - 協力 - You're in Love （1917年） - Kitty Darlin' （1917年） - Sometime （1918年） - Glorianna （1918年） - Tumble In （1919年） - June Love （1921年） - Ziegfeld Follies of 1921 - 協力 | - Cinders （1923年） - Ziegfeld Follies of 1923 - 協力 - Rose-Marie （1924年） - The Vagabond King （1925年） - Ziegfeld's Revue "No Foolin'" （1926年） - The Wild Rose （1926年） - White Eagle （1927年） - The Three Musketeers （1928年） - The Lottery Bride （1930年 映画） - Luana （1930年） - Music Hath Charms （1934年） - Northwest Outpost （1947年 映画） |